# Lakeland (Florida)
Lakeland és una població dels Estats Units a l'estat de Florida. El 2008 tenia 94.406 habitants.

## Demografia
Segons el cens del 2000, Lakeland tenia 78.452 habitants, 33.509 habitatges, i 20.373 famílies. La densitat de població era de 660,8 habitants/km².
Dels 33.509 habitatges en un 23,5% hi vivien nens de menys de 18 anys, en un 43,5% hi vivien parelles casades, en un 13,7% dones solteres, i en un 39,2% no eren unitats familiars. En el 32,9% dels habitatges hi vivien persones soles el 14,9% de les quals corresponia a persones de 65 anys o més que vivien soles. El nombre mitjà de persones vivint en cada habitatge era de 2,23 i el nombre mitjà de persones que vivien en cada família era de 2,82.
Per edats la població es repartia de la següent manera: un 21,4% tenia menys de 18 anys, un 10,3% entre 18 i 24, un 24,7% entre 25 i 44, un 20,6% de 45 a 60 i un 23% 65 anys o més.
L'edat mediana era de 40 anys. Per cada 100 dones de 18 o més anys hi havia 82,1 homes.
La renda mediana per habitatge era de 33.119 $ i la renda mediana per família de 40.468 $. Els homes tenien una renda mediana de 32.137 $ mentre que les dones 23.771 $. La renda per capita de la població era de 19.760 $. Entorn del 10,7% de les famílies i el 15% de la població estaven per davall del llindar de pobresa.

## Poblacions més properes
El següent diagrama mostra les poblacions més properes.